# 黄年代

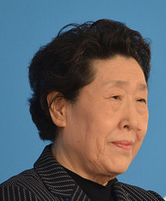
黄 年代(ファン・ヨンデ)

黄 年代（ファン・ヨンデ、朝: 황연대、1938年12月12日 - ）は、大韓民国の女性医師である。3歳でポリオに罹り、足の障害を持ちながら、医師となり韓国にてパラリンピック競技の普及に尽力した。パラリンピック大会で活躍した優秀な選手を表彰する「ファン・ヨンデ功績賞」を1988年に創設したことで知られる。

## ファン・ヨンデ功績賞
- ファン・ヨンデ功績賞（Whang Youn Dai Achievement Award）は、成績だけでなく、パラリンピックの精神を体現し、世界中に感動を与えた選手、男女それぞれ1名ずつに送られる。